# Marshon Lattimore
Marshon Demond Lattimore (* 20. Mai 1996 in Cleveland, Ohio) ist ein US-amerikanischer American-Football-Spieler in der National Football League (NFL). Er spielt für die Washington Commanders als Cornerback. Zuvor stand Lattimore von 2017 bis 2024 bei den New Orleans Saints unter Vertrag.

## College
Lattimore besuchte die Ohio State University und spielte für deren Mannschaft, die Buckeyes, erfolgreich College Football. In seiner ersten Spielzeit kam er verletzungsbedingt nur drei Mal zum Einsatz, in seiner zweiten war er in allen Partien als Starter aufgeboten. Danach entschied er sich, am NFL Draft 2017 teilzunehmen. Insgesamt konnte er 45 Tackles setzen und elf Pässe verhindern. Außerdem gelangen ihm vier Interceptions sowie ein Touchdown.

## NFL
Trotz seiner geringen Erfahrung wurde Lattimore in der ersten Runde als elfter Spieler insgesamt und als erster Cornerback überhaupt von den New Orleans Saints ausgesucht. Er erhielt einen Vierjahresvertrag über garantierte 15,35 Millionen US-Dollar. Lattimore konnte sich als Profi sofort etablieren und wurde von Anfang an als Starting-Cornerback aufgeboten. Im Spiel gegen die Detroit Lions gelang ihm sein erster Touchdown.
Für seine konstant guten Leistungen wurde er als einer von nur vier Rookies – darunter auch sein Teamkollege Alvin Kamara – in den Pro Bowl 2018 berufen.

Lattimore wurde in seiner Rookie-Saison viermal zum Pepsi NFL Rookie of the Week (Wochen 6, 8, 15 und 6) gewählt. Nach der Saison wurde er von der Associated Press zum Rookie-Abwehrspieler des Jahres gewählt.
Auch 2018 zeigte er konstant gute Leistungen und hatte mit zwei Interceptions maßgeblichen Anteil am Sieg über die Philadelphia Eagles im Divisional Play-off Game.
Am 13. September 2021 verlängerte er seinen Vertrag um fünf Jahre im Wert von 97,6 Millionen US-Dollar.
Am 5. November 2024 einigten sich die Saints mit den Washington Commanders auf einen Trade von Lattimore und einem Fünftrundenpick 2025 im Austausch gegen einen Dritt-, einen Viert- und einen Sechstrundenpick 2025.